# P.C. 에어
P.C. 에어(태국어: พี.ซี.แอร์, 영어: P.C. Air)은 태국 방콕 수완나품 국제공항을 허브로 두었던 전세항공사였다.

## 역사
P.C. 에어는 2010년에 쿤 피터 챈(Khun Peter Chan)이 설립했다. 2012년 1월 P.C. 에어 항공기 한대가 대한민국의 인천국제공항에 압류되었지만 승객들에게 대체 교통 수단을 제공하지 않았으며 이 항공사는 자사의 명성을 훼손한 것에 대한 보상으로 한국의 영업 사원인 스카이 넷과 석유 회사인 제이 신을 15억바트에 제소했다. 투자자를 찾으려는 시도에도 불구하고, P.C. 에어는 이 사건 이후 같은 해에 운항을 완전히 중단했다.
P.C. 에어는 태국에서 최초로 트랜스젠더 항공 승무원을 고용한 항공사로, 엄격한 기준과 배경 조사를 바탕으로 수백명의 지원자 중 4명만을 뽑았다.

## 보유 기종
- 에어버스 A310-200 1대